# Rue Adonis
La rue Adonis (en occitan : carrièra Adonis) est une voie de Toulouse, chef-lieu de la région Occitanie, dans le Midi de la France.

## Situation et accès

### Description
La rue Adonis est une voie publique. Elle se trouve dans le quartier de Fondeyre.
Elle naît perpendiculairement à l'avenue des États-Unis. Longue de 582 mètres, elle est orientée au sud-est. Elle se termine au niveau du rond-point qui se forme au carrefour de la rue de Fenouillet.
La chaussée compte une seule voie de circulation automobile en sens unique, de la rue de Fenouillet vers l'avenue des États-Unis. Elle appartient, entre la rue de Fenouillet et la rue Robert, à une zone 30 et la vitesse y est limitée à 30 km/h, puis, entre la rue Robert et l'avenue des États-Unis, à une zone de rencontre où la vitesse est limitée à 20 km/h. Il n'existe ni bande, ni piste cyclable, quoiqu'elle soit en double-sens cyclable.

### Voies rencontrées
Le rue Adonis rencontre les voies suivantes, du sud au nord (« g » indique que la rue se situe à gauche, « d » à droite) :
1. Avenue des États-Unis
2. Rue Robert (g)
3. Rue Cervantès (d)
4. Rue Gleyzes (g)
5. Rue de Fenouillet

### Transports
La rue Adonis n'est pas directement desservie par les transports en commun Tisséo. Elle débouche cependant, à l'est, sur l'avenue des États-Unis, parcourue par les lignes de bus 1529. Un peu plus loin, le long de la rue Paul-Verlaine, se trouvent la station La Vache, sur la ligne de métro , ainsi que le terminus des lignes de Linéo L10 et de bus 5969169. Enfin, à l'ouest, la rue de Fenouillet est desservie par la ligne de bus 110.
Par ailleurs, la station Fondeyre, sur la future ligne de métro , débouchera au cœur de la rue Adonis.
Les stations de vélos en libre-service VélôToulouse les plus proches sont les stations no 243 (97 avenue des États-Unis) et no 313 (58 rue de Fenouillet).

## Odonymie
La rue tient son nom d'un M. Adonis, propriétaire de terrains en bordure de la rue : il ne faut donc pas y voir une référence à la divinité grecque Adonis, d'origine orientale et liée à la déesse Aphrodite. Elle correspond probablement à un ancien chemin rural, connu à la fin du XVIIIe siècle comme le chemin du Ginestou.

## Histoire
En 1904, un ancien chemin rural est aménagé en voie privée. Elle est classée dans la voirie communale en 1933. À cette date, elle forme par arrêt préfectoral la limite de l'agglomération toulousaine.

## Patrimoine et lieux d'intérêt

### Maisons toulousaines
- no 2 : maison toulousaine (deuxième moitié du XIXe siècle)[5].
- no 7 : maison toulousaine (premier quart du XXe siècle)[6].
- no 10 : maison toulousaine (premier quart du XXe siècle)[7].
- no 12 : maison toulousaine (premier quart du XXe siècle)[8].
- no 16 : maison toulousaine (premier quart du XXe siècle)[9].
- no 18-20 : maison (2008-2009), Leslie et Philippe Gonçalvès)[10].

### Parc d'activités de Fondeyre
Le parc d'activités de Fondeyre forme une vaste zone d'activités mixte, à dominante industrielle. Il est, avec une superficie de 191 ha, un des plus vastes parcs d'activités de la ville et de l'agglomération. Il est aménagé à partir de 1973 entre le canal de Garonne et la ligne ferroviaire de Toulouse à Bordeaux.